# Cyrtanthus
Cyrtanthus Aiton, 1789 è un genere di piante della famiglia delle Amaryllidaceae, endemico dell'Africa australe.

## Distribuzione e habitat
Le specie di questo genere sono diffuse in diversi paesi dell'Africa meridionale e orientale, con la maggiore concentrazione di biodiversità in Sudafrica, in particolare nella Provincia del Capo Orientale.

## Tassonomia

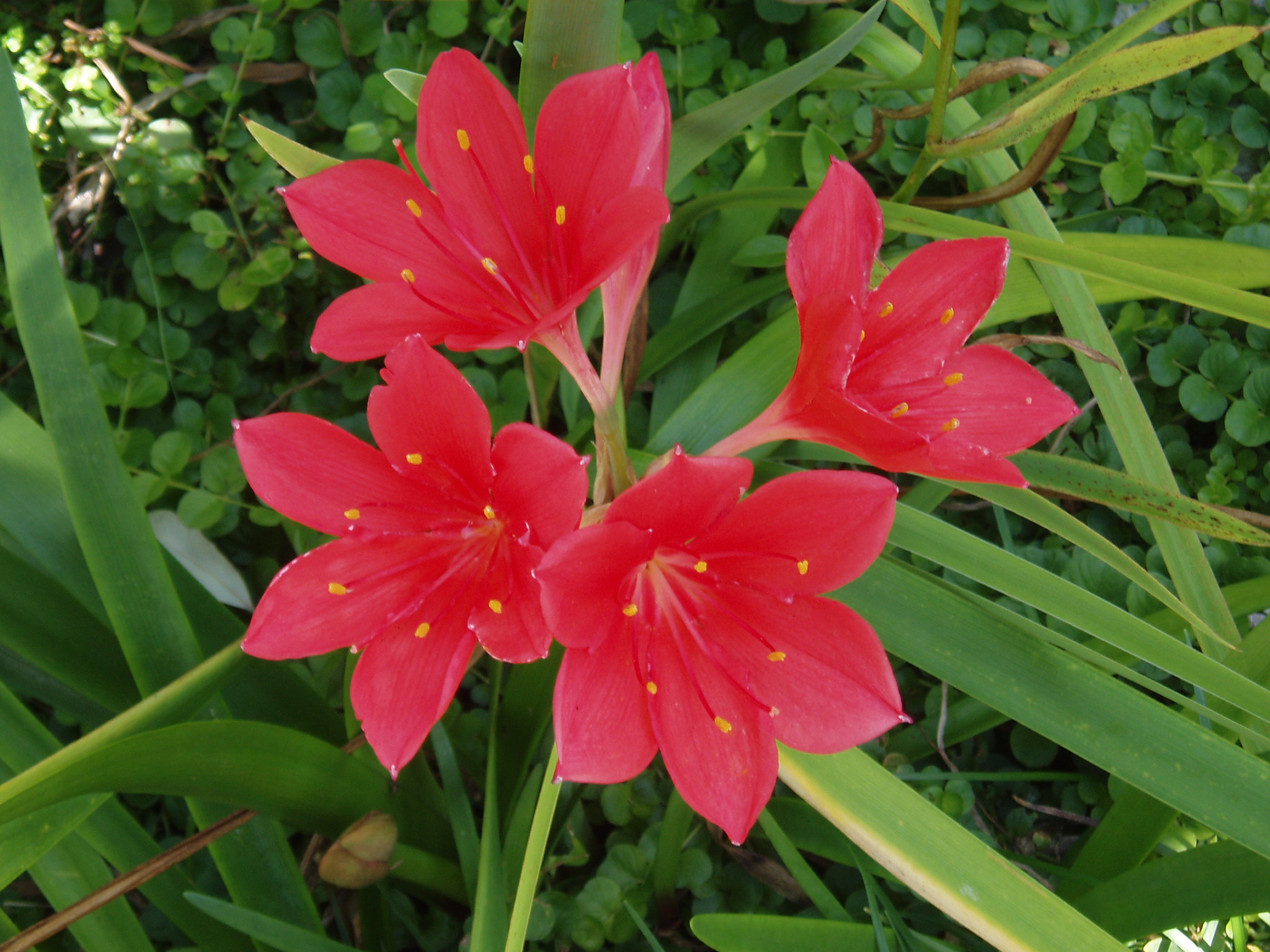
Cyrtanthus elatus

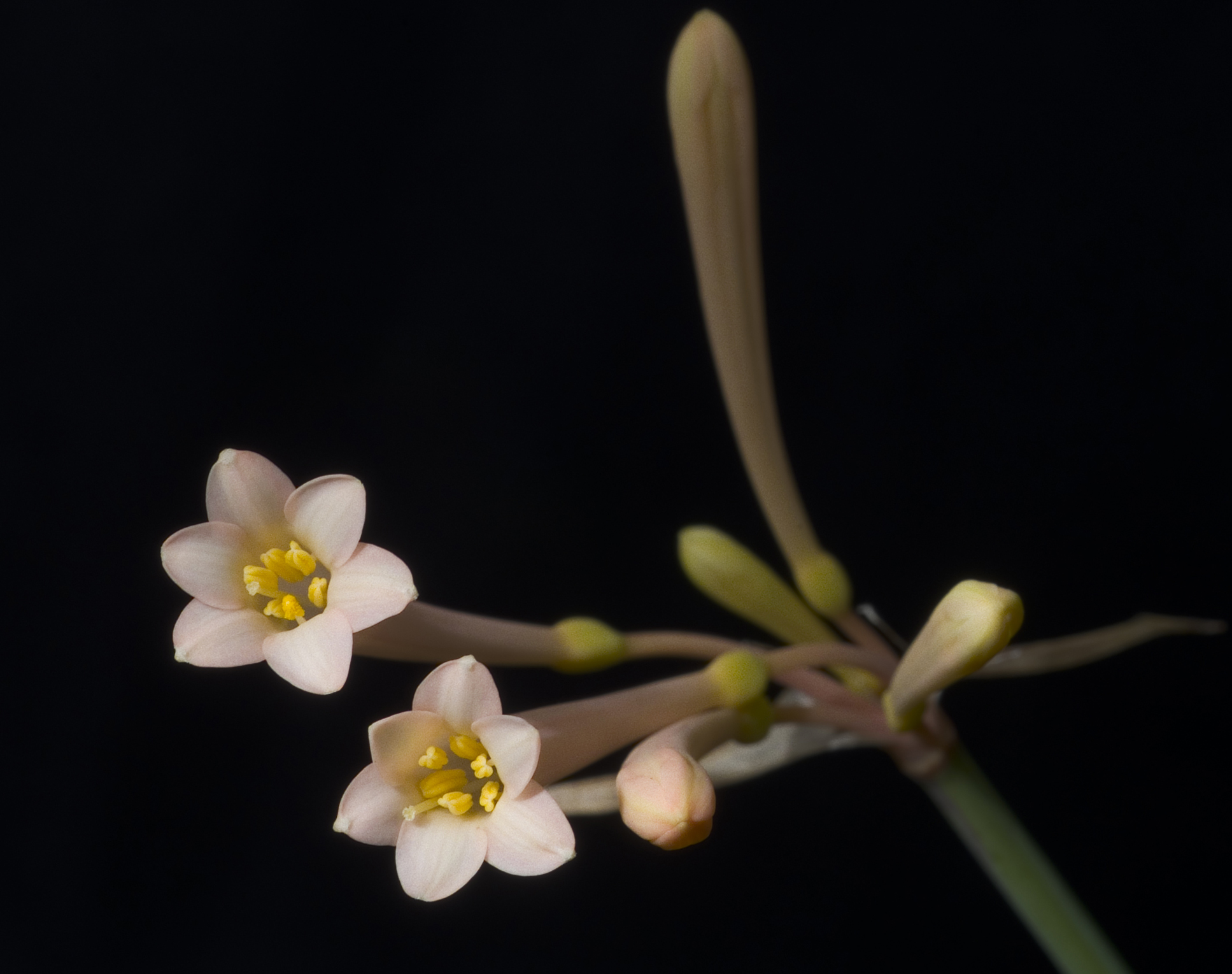
Cyrtanthus mackenii

Il genere Cyrtanthus è l'unico genere della tribù Cyrtantheae.
Comprende le seguenti specie:
- Cyrtanthus angustifolius (L.f.) Aiton
- Cyrtanthus attenuatus R.A.Dyer
- Cyrtanthus aureolinus Snijman
- Cyrtanthus bicolor R.A.Dyer
- Cyrtanthus brachyscyphus Baker
- Cyrtanthus brachysiphon Hilliard & B.L.Burtt
- Cyrtanthus breviflorus Harv.
- Cyrtanthus carneus Lindl.
- Cyrtanthus clavatus (L'Hér.) R.A.Dyer
- Cyrtanthus collinus Ker Gawl.
- Cyrtanthus contractus N.E.Br.
- Cyrtanthus debilis Snijman
- Cyrtanthus elatus (Jacq.) Traub
- Cyrtanthus epiphyticus J.M.Wood
- Cyrtanthus erubescens Killick
- Cyrtanthus eucallus R.A.Dyer
- Cyrtanthus falcatus R.A.Dyer
- Cyrtanthus fergusoniae L.Bolus
- Cyrtanthus flammosus Snijman & Van Jaarsv.
- Cyrtanthus flanaganii Baker
- Cyrtanthus flavus Barnes
- Cyrtanthus galpinii Baker
- Cyrtanthus guthrieae L.Bolus
- Cyrtanthus helictus Lehm.
- Cyrtanthus herrei (F.M.Leight.) R.A.Dyer
- Cyrtanthus huttonii Baker
- Cyrtanthus inaequalis O'Brien
- Cyrtanthus junodii Beauverd
- Cyrtanthus labiatus R.A.Dyer
- Cyrtanthus leptosiphon Snijman
- Cyrtanthus leucanthus Schltr.
- Cyrtanthus loddigesianus (Herb.) R.A.Dyer
- Cyrtanthus mackenii Hook.f.
- Cyrtanthus macmasteri Snijman
- Cyrtanthus macowanii Baker
- Cyrtanthus montanus R.A.Dyer
- Cyrtanthus nutans R.A.Dyer
- Cyrtanthus obliquus (L.f.) Aiton
- Cyrtanthus obrienii Baker
- Cyrtanthus ochroleucus (Herb.) Burch. ex Steud.
- Cyrtanthus odorus Ker Gawl.
- Cyrtanthus rhodesianus Rendle
- Cyrtanthus rhododactylus Stapf
- Cyrtanthus rotundilobus N.E.Br.
- Cyrtanthus sanguineus (Lindl.) Walp.
- Cyrtanthus smithiae Watt ex Harv.
- Cyrtanthus spiralis Burch. ex Ker Gawl.
- Cyrtanthus staadensis Schönland
- Cyrtanthus stenanthus Baker
- Cyrtanthus striatus Herb.
- Cyrtanthus suaveolens Schönland
- Cyrtanthus taitii G.D.Duncan
- Cyrtanthus thorncroftii C.H.Wright
- Cyrtanthus tuckii Baker
- Cyrtanthus ventricosus Willd.
- Cyrtanthus wellandii Snijman
- Cyrtanthus welwitschii Hiern ex Baker